# Kongeriget Bøhmen
Kongeriget Böhmen (tjekkisk: České království: České království; slovakisk: České kráľovstvo: ; tysk: das Königreich Böhmen; latin: Rēgnum Bohēmiae, også Rēgnum Czechōrum) lå i regionen Böhmen i Centraleuropa, hvis største del lå på det område som senere kom til at blive Tjekkiet. Kongeriget blev formelt oprettet af den tysk-romerske kejser Fredrik 2. i 1212, da det blev opgraderet fra at være et hertugdømme til at blive et kongedømme under Ottokar 1. af Bøhmen.
Sammen med markgrevskabet Mähren, de schlesiske hertugdømmer (til 1742, derefter kun Østrigske Schlesien samt Ober- og Niederlausitz (til 1635) udgjorde det den Bøhmiske krones lande.
Kongen var fyrste under tysk-romerske rige frem til 1806, da det i stedet kom under det Østrigske kejserdømme, og fra 1867 Østrig-Ungarn. Efter Centralmagternes nederlag i første verdenskrigen opløstes både kongeriget og kejserdømmet, og Bøhmen blev i stedet en del af den da dannede Tjekkoslovakiske republik.

## Administrativ inddeling
Böhmen var inddelt i kraj med følgende hovedbyer:
- Bechyně
- Boleslav
- Čáslav
- Chrudim
- Hradec Králové
- Kladsko
- Kouřim ved Prag
- Litoměřice
- Loket
- Vltava
- Plzeň
- Podbrdy ved Beroun
- Prácheň ved Písek
- Rakovník
- Slaný
- Žatec